# Мадара Лідума
Мадара Лідума (латис. Madara Līduma; *10 серпня 1982, Гулбене) — латвійська біатлоністка,  учасниця Олімпійських ігор та чемпіонатів світу з біатлону, лідер латвійської біатлонної жіночої збірної останніх років.

## Виступи на Олімпійських іграх
| Рік  | Міце проведення | Інд | Спр | Пр | МС | Ест |
| 2006 | Турин           | 10  | 28  | 20 | 20 | 18  |
| 2010 | Ванкувер        | 67  | 57  | 38 |    | 19  |

## Виступи на Чемпіонатах світу
| Рік  | Міце проведення      | Інд | Спр | Пр | МС | Ест | ЗМ |
| 2003 | Ханти-Мансійськ      | 48  | 56  | 48 |    |     |    |
| 2004 | Обергоф              | 60  | 77  |    |    |     |    |
| 2005 | Гохфільцен           | 65  | 15  | 29 |    |     |    |
| 2005 | Ханти-Мансійськ      |     |     |    |    |     | 21 |
| 2007 | Антхольц-Антерсельва | 15  | 27  | 48 | 27 |     | 17 |
| 2008 | Естерсунд            | 38  | 11  | 17 | 20 | 20  |    |
| 2009 | Пхьончхан            | 31  | 72  |    |    |     | 20 |
| 2011 | Ханти-Мансійськ      |     | 73  |    |    |     | 18 |

## Кар'єра в Кубку світу
- Дебют в кубку світу — 13 січня 2001 року в спринті в Обергофі — 91 місце.
- Перше попадання в залікову зону — 11 грудня 2004 року в спринті у Осло — 25 місце.

Першим роком Мадари в біатлоні став 1998 рік, а з 2001 року вона вже виступала за національну збірну. Найкращим її особистим результатом є 10 місце в індивідуальній гонці, яке вона здобула на Зимових Олімпійських іграх 2006 року в Турині. Починаючи з сезону 2004-2005 спортсменка стабільно потрапляє до загального заліку біатлоністів, досягши найвищого результату у сезоні 2005-2006 - 37 місце.

## Загальний залік в Кубку світу
- 2004—2005 — 62-е місце (24 очки)
- 2005—2006 — 37-е місце (121 очко)
- 2006—2007 — 56-е місце (40 очок)
- 2007—2008 — 41-е місце (107 очок)
- 2008—2009 — 64-е місце (70 очок)
- 2009—2010 — 50-е місце (94 очки)
- 2010—2011 — 51-е місце (91 очко)

## Статистика стрільби
| № п/п | Сезон     | Загальна        | Індивідуальна гонка | Спринт         | Гонка переслідування | Мас-старт     | Естафета      |
| ----- | --------- | --------------- | ------------------- | -------------- | -------------------- | ------------- | ------------- |
| 1     | 2005-2006 | 71,1% (246/346) | 73,3% (44/60)       | 71,1% (64/90)  | 76,0% (76/100)       | 70,0% (28/40) | 60,7% (34/56) |
| 2     | 2006-2007 | 68,1% (218/320) | 78,8% (63/80)       | 68,0% (68/100) | 60,8% (73/120)       | 70,0% (14/20) | 0,0% (0/0)    |
| 3     | 2007-2008 | 71,3% (266/373) | 63,3% (38/60)       | 75,0% (75/100) | 72,1% (101/140)      | 65,0% (13/20) | 73,6% (39/53) |
| 4     | 2008-2009 | 67,5% (208/308) | 76,3% (61/80)       | 68,9% (62/90)  | 67,5% (54/80)        | 0,0% (0/0)    | 53,4% (31/58) |
| 5     | 2009-2010 | 71,3% (209/293) | 75,0% (60/80)       | 66,7% (60/90)  | 76,7% (46/60)        | 0,0% (0/0)    | 68,3% (43/63) |
| 6     | 2010-2011 | 78,2% (172/220) | 76,7% (46/60)       | 77,5% (62/80)  | 80,0% (64/80)        | 0,0% (0/0)    | 0,0% (0/0)    |

## Виноски
1. ↑  В дужках наведена кількість влучних пострілів та загальна кількість пострілів. В статистиці стрільби рахуються постріли, які здійснив біатлоніст на етапах кубка світу та чемпіонаті світу